# 桑拿
（/ˈsɔːnə/ 、/ˈsaʊnə/，又稱芬蘭浴），是指在封闭房间内用蒸气或乾熱对人体理疗的过程，使人大量出汗。通常使用溫度計以測量熱度，以濕度計測量濕度，以維持桑拿房中最適的理療狀態。紅外線療法一般也被稱為桑拿的一種，但根據芬蘭桑拿組織的說法，紅外線不屬於桑拿。

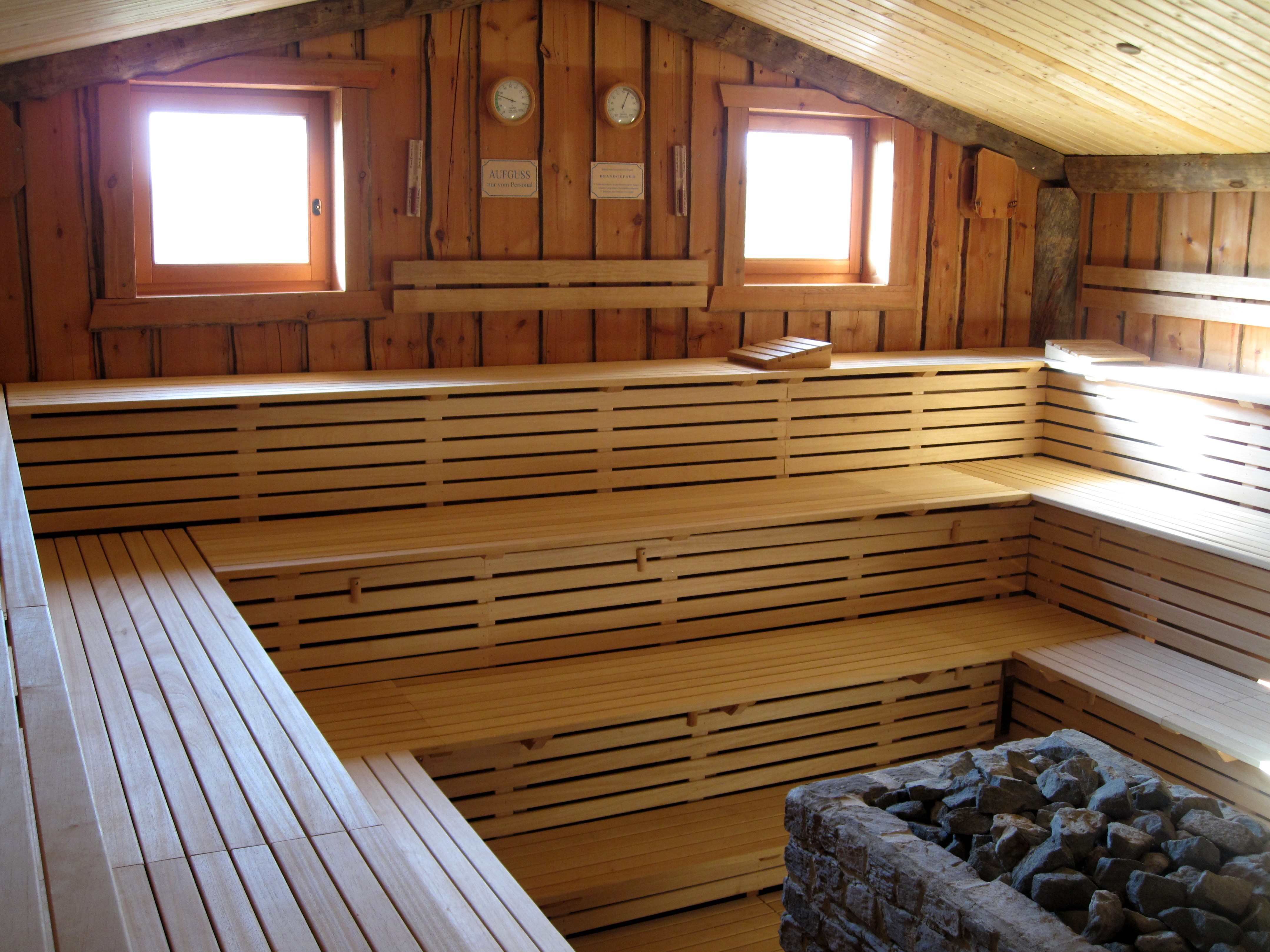
德国勃兰登堡滕普林的桑拿室內部，右下方可见加熱所用的火炉

桑拿起源于芬蘭，有4000年以上的歷史。利用对全身乾蒸冲洗的刺激使血管反覆擴張收縮，增強血管彈性、預防血管硬化。對關節炎、腰背肌肉疼痛、支气管炎、神經衰弱等有一定保健功效。患心臟病、癲癇症、高血壓、糖尿病等的病人不宜桑拿。
芬蘭第三大城市坦佩雷已被正式宣佈為“世界桑拿之都”。2020年，三溫暖被列為非物質文化遺產。
雖然桑拿在古老的芬蘭詞語中是指「無窗戶的木屋」，指人在一個封閉的房間內以水蒸氣療養的過程。但在當今的芬蘭語和愛沙尼亞語之外的芬蘭語支中，該詞語未必是特定指因沐浴而建造的建築物，也可以是指小木屋。

## 历史

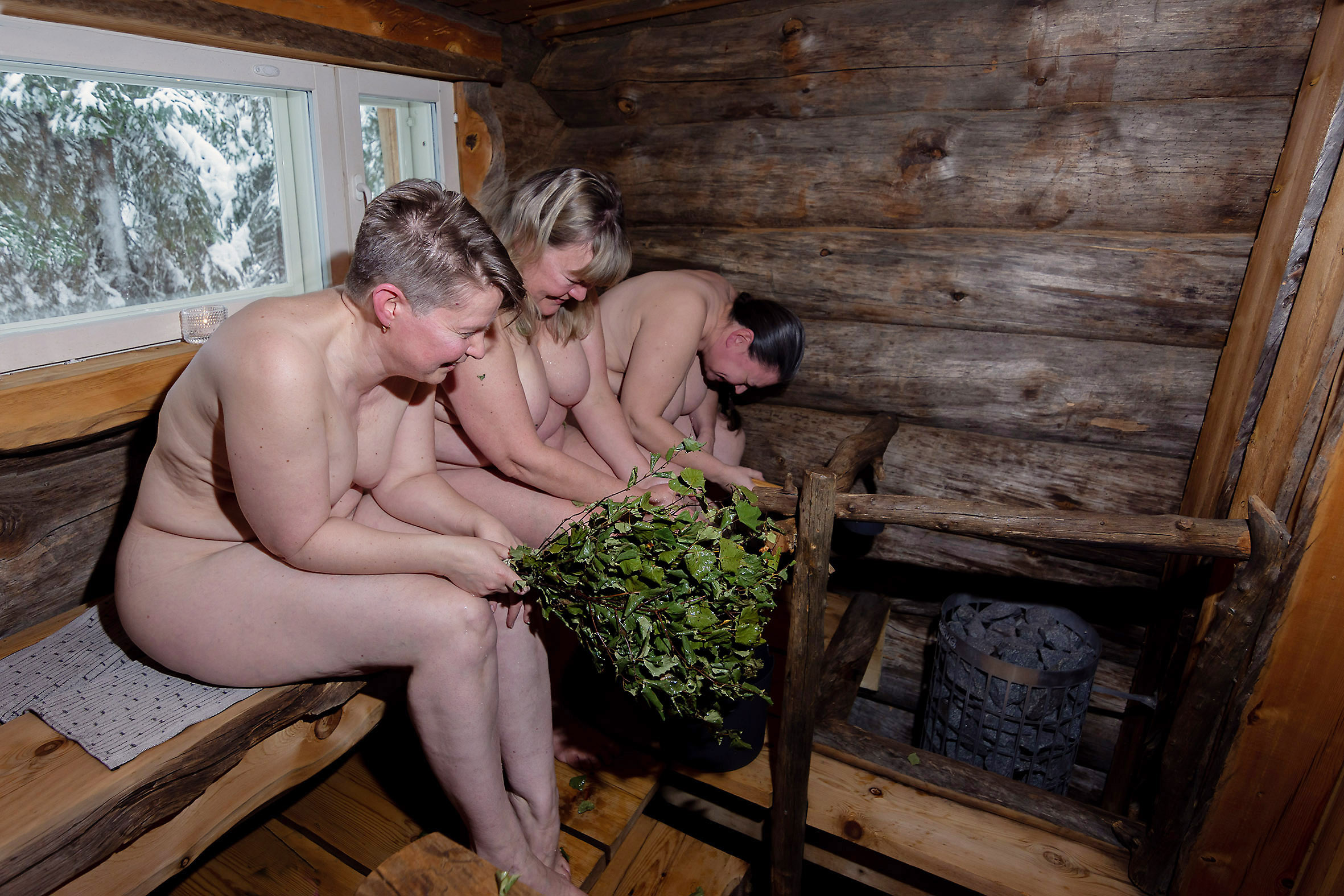
芬蘭桑拿

### 起源與傳播
桑拿起源於芬蘭，有至少4000年的歷史。古老的桑拿在芬蘭和波羅的海周邊國家幾乎同時演進，在其居民日常生活中都有其重要性。桑拿的習慣可能早就在北歐地區傳播，考古學者在格陵蘭和紐芬蘭的遺址發現與傳統斯堪的納維亞農場桑拿非常相似的建築結構，有沐浴平台和“大量燒過的石頭”。 在蘇格蘭奧克尼群島的岩石海岸，大約公元前 4千年新石器時代的遺址中，發現有許多石質結構設施可供火和沐浴，據考古推測，有可能是類似桑拿的蒸汽的使用。

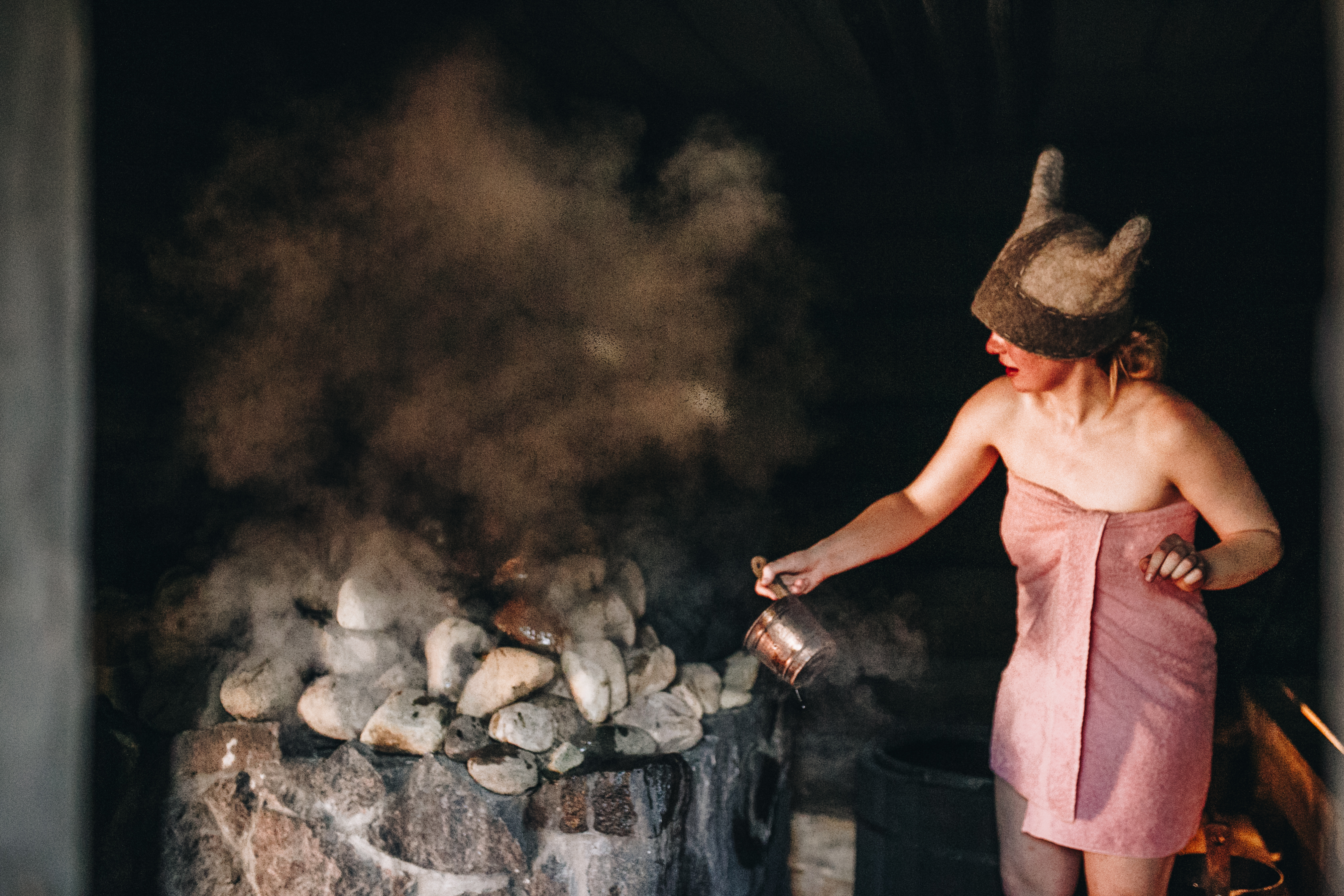
烟熏桑拿在爱沙尼亚：潑水在熱石上產生蒸汽

芬蘭最古老的桑拿房是由在斜坡面上挖坑製成的，主要是用作冬季住宅，内部桑拿浴室有一個壁爐，可以加熱石頭到高溫，然後將水潑在熱石上以產生蒸汽，這會使溫度升高至必須褪去衣服的程度。最早的芬蘭桑拿浴室現在稱為“煙熏桑拿”(savusaunat)。與當今的桑拿浴不同，是通過燃燒大量木材6 到 8 小時，以加熱岩石，然後排出煙霧，可提供12 小時的所需的熱量。 
工業革命後，桑拿房演變為使用金屬鍋爐並帶有煙囪。隨著芬蘭人的向外移居，桑拿浴也開始向全球傳播。此趨勢導致桑拿房的發展與轉型，包括電桑拿爐的發明。 桑拿浴在二戰後變得非常流行，尤其是在斯堪的納維亞半島以及使用德語地區。桑拿浴對芬蘭士兵來說非常重要，以至於他們不僅在移動帳篷中，甚至也在掩體中建造了桑拿房。 德國士兵在蘇聯及芬蘭前線作戰時曾體驗過芬蘭桑拿，戰後士兵將桑拿浴習慣帶回德國和奧地利，並在 20 世紀下半葉流行起來。 接著又傳播至周邊國家，如瑞士、比利時、荷蘭和盧森堡。 
世界上還有一些區域也有類似桑拿文化的發展，例如傳統的韓國汗蒸幕，是一種由石頭建造的圓頂結構，最早出現在 15 世紀朝鮮王朝編年史的世宗時期。 在世宗的支持下，汗蒸幕用於治療疾病及健康保健。 在 15 世紀初期，佛教僧侶開設了以汗蒸幕為設施的診所，以治療生病的窮人，為大量的病人提供男女性分離的設施。 韓式桑拿文化和窯式桑拿在今天依然盛行，在南韓，韓式桑拿無處不在。 

### 发展
随着工业革命，桑拿室演變成为带有金属的木质结构房子，并增加了烟囱，大大改善曾经因浓烟將屋子熏得油黑的情况。这一时期桑拿房的平均温度约為70-80℃，有时在传统的芬兰浴中甚至超过90℃。蒸汽（löyly [ˈløyly]）一般来自于烧灼的石头产生的沸水蒸汽。
蒸汽和高温容易造成客人大量出汗。芬兰人使用 vihta [ˈvihtɑ]（芬兰西部方言，东部一般为vasta [ˈvɑstɑ]）解决：这指的是一捆桦树树枝，且夹杂着新鲜的花瓣。

## 作用

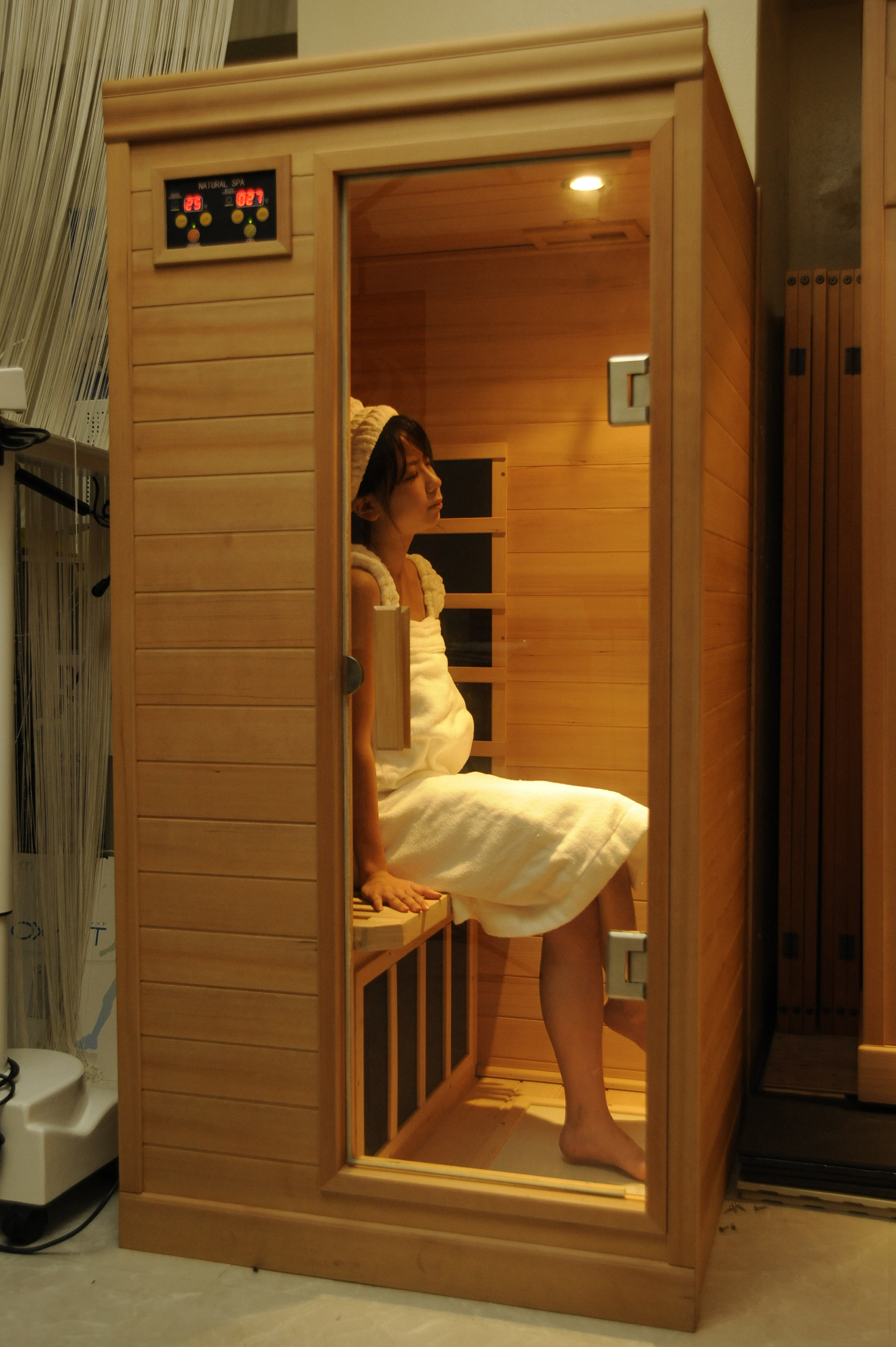
日本神戶小型醫療桑拿

### 優點
桑拿对心血管有良好的锻炼作用。桑拿时，身体周围血管扩张，血液循环加快，从心脏大量流入全身各处，血液流经肌肉组织从安静状态的10%增长至75%。所以沐浴后感到有力气，增进健康。桑拿后再沖冷水浴，对心血管是一种强烈的刺激，血液迅速流回心脏和内脏。经过这样一冷一热的刺激，锻炼了心血管的功能，可以预防动脉硬化。
对神经、肌肉、骨骼、结缔组织的变化有直接影响。桑拿时使交感神经兴奋，冷水浴时使副交感神经兴奋。交替刺激交感神经和副交感神经，增强中枢神经系统的控制与调节功能。输入到肌肉的血液量增加，肌肉血管扩张，肌肉的肌酸和其他的体内废物排出，还有助于运动、劳动等中被损害组织的恢复，所以可以排除神经紧张和疲劳。疲劳的肌肉、肌腱和韧带得到较快的恢复，浴后使人感到轻松。对失眠也有较好的疗效。
桑拿还可以加快新陈代谢，有减肥的作用。桑拿浴时新陈代谢比一般情况下提高30%-40%。

### 風險
桑拿可能导致心力衰竭和其他更为严重的风险，儿童和老年人以及心脏病患者，或酒精、可卡因等过量摄入者特别容易受到伤害。长时间停留在桑拿房会导致电解质的损失，其损失量几乎相当于经过严格锻炼的运动员一样。由于过热可能导致脱水，更敏感的人甚至会发生中风，这就需要定期补充水，但不能在桑拿时喝酒。桑拿时食用酒水无疑会大大增加安全风险。
医学研究发现，由于洗桑拿浴时温度很高，不利于精子生长，或造成精子活力下降，男性應避免太長時間待在蒸氣室。超长时间的桑拿則是極危險的，會導致休克、灼傷甚至死亡。

## 现代三溫暖

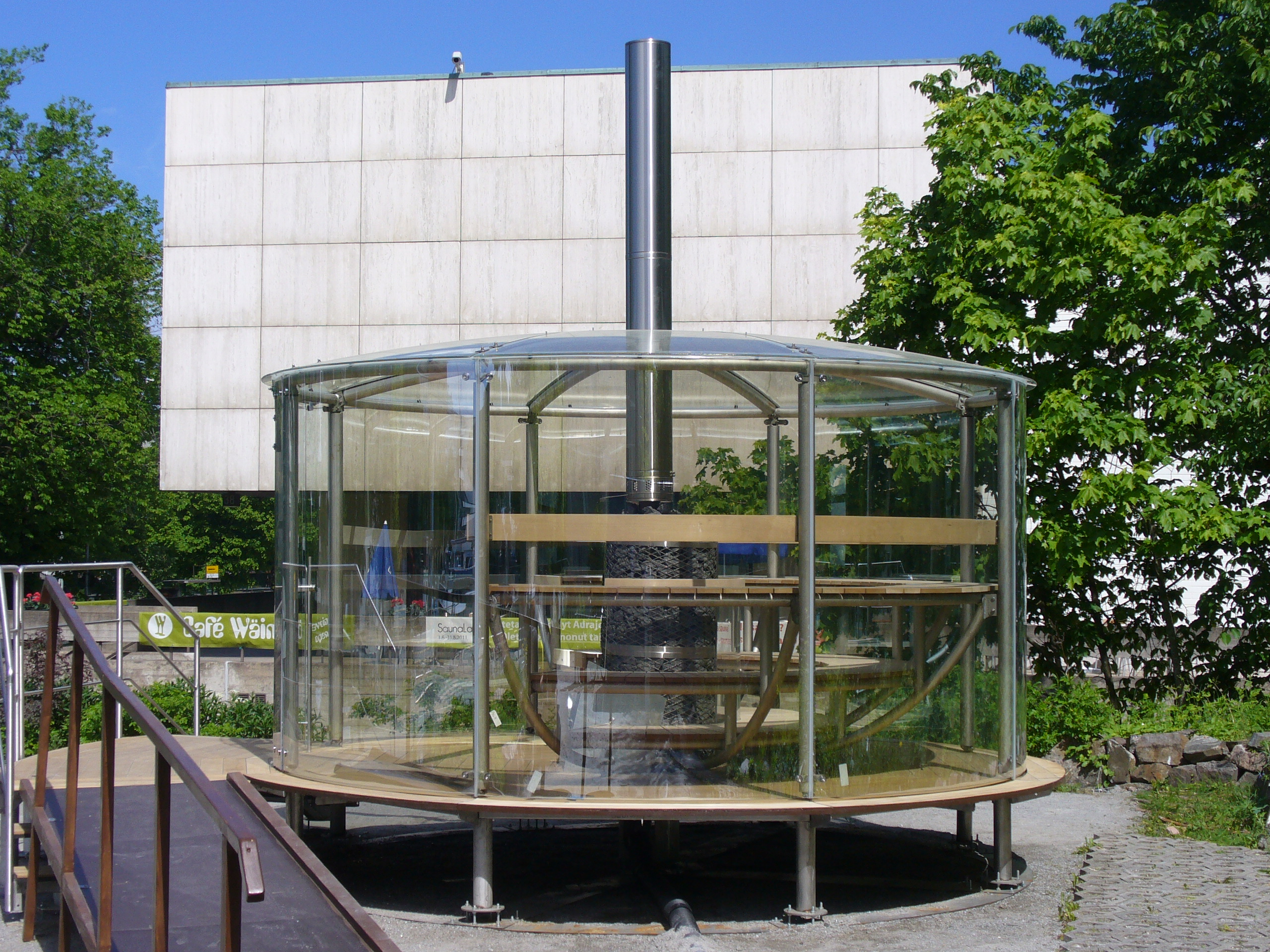
芬蘭古都圖爾庫的日光桑拿

全世界许多公共体育中心和体育场馆都提供桑拿设施，它们可能在单独的场所或开辟在游泳池的角落。也有很多是私人泳池。

### 种类
- 按是否用水分类
  - 蒸桑拿
  - 湿蒸桑拿
- 根据国别分类
  - 芬兰桑拿（英语：Finnish sauna）
  - 泰式桑拿
  - 日式桑拿
  - 韩式桑拿
- 根据加热原理分类
  - 蒸汽桑拿
  - 远红外桑拿
  - 电气石汗蒸[29]

### 水温
在一般情况下，当桑拿温度接近甚至超过100℃时，人将完全无法忍受。最著名的芬兰桑拿浴温度相对较低，室温基本调节在50-80摄氏度左右，濕度亦不能太高。对于蒸汽浴室，例如土耳其浴室，濕度接近100％，室温要再更低些，约40℃。因为在濕度極大的情况下，如果温度设定较高，更可能受傷(如同蒸籠)。即使溫度沒那麼高，桑拿一次最長在10-15分钟左右，就应走出桑拿房洗冷水澡。一般每十分钟入水一次。

## 参見
- 按摩
- 水疗
- 温泉
- 台湾温泉
- 古羅馬浴場
- 土耳其浴